# Thiers-sur-Thève
Pour les articles homonymes, voir Thiers (homonymie).
Thiers-sur-Thève est une commune française située dans le département de l'Oise, en région Hauts-de-France.
Ses habitants sont appelés les Thierois et Thieroises.

## Géographie

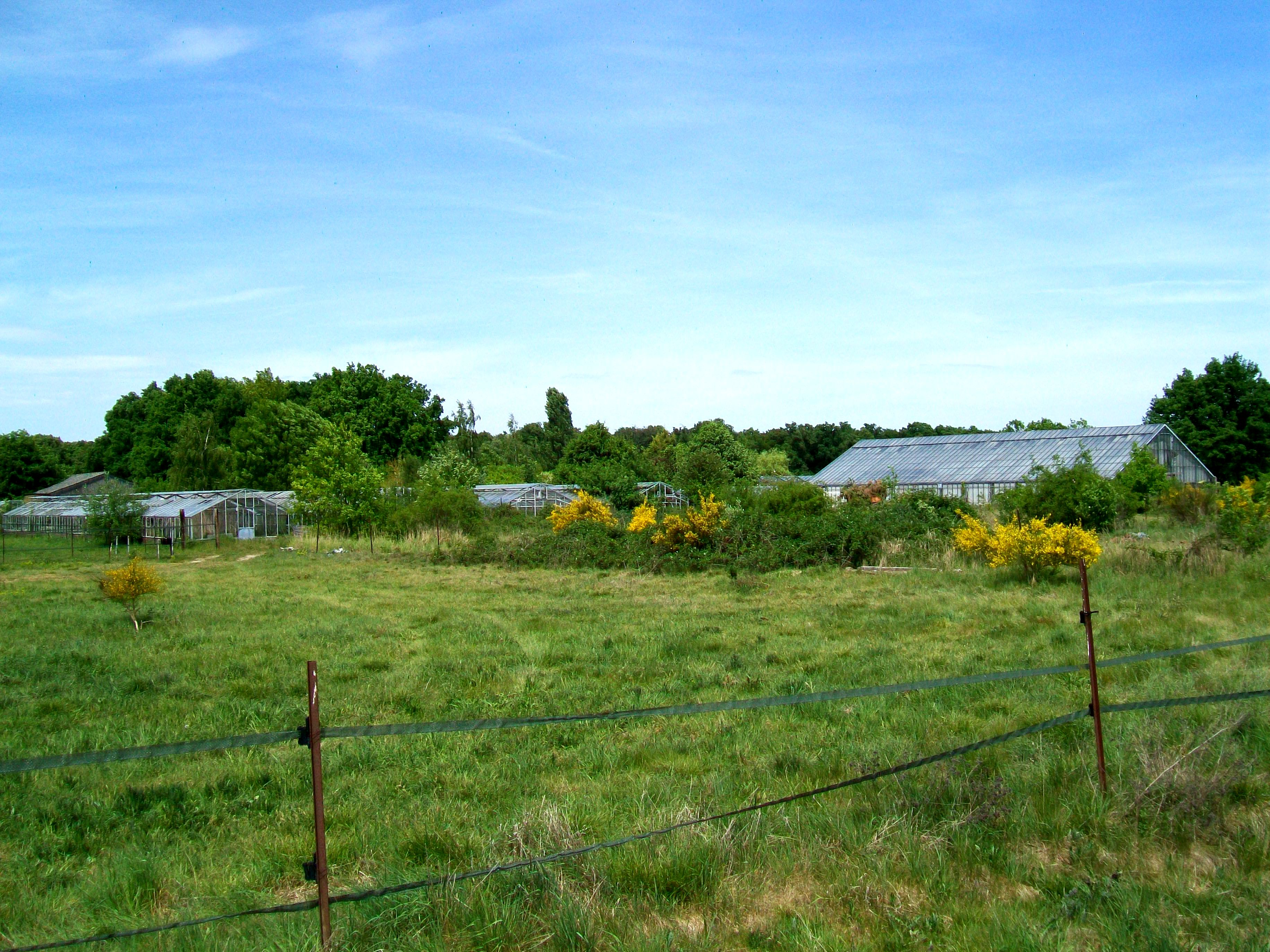
L'horticulture sous serres appartient désormais au passé à Thiers.

### Situation
Thiers-sur-Thève est située dans le sud du département de l'Oise, à la lisière sud de la forêt de Chantilly, sur la RD 607 entre Pontarmé et Mortefontaine, à une distance orthodromique de 36 km au nord-nord-est de Paris, respectivement de 6 km au sud du chef-lieu d'arrondissement de Senlis. La distance routière de la capitale est de 44 km par la RD 1017 et l'autoroute A1, via le connecteur no 7 de Survilliers / Saint-Witz, et l'aéroport Roissy-Charles-de-Gaulle est éloigné de 21 km. La RD 607 constitue l'unique accès à Thiers ; l'autoroute traverse le territoire communal à l'est du village sans moyen de la rejoindre directement.

### Communes limitrophes
Thiers-sur-Thève compte cinq communes limitrophes, dont Pontarmé est celle avec Thiers partage le plus de limites communes, à savoir 5,8 km pour une circonférence totale de 12 km environ. Bien que Pontarmé soit située à l'ouest de Thiers, la limite nord de Thiers donne également sur Pontarmé. Par contre, Mont-l'Évêque ne côtoie Thiers que sur 200 m environ, au nord-est de la butte aux Gens d'Armes et au-delà de l'autoroute. Sinon, toutes les parcelles de la forêt d'Ermenonville qui touchent le territoire communal de Thiers à l'est sont situées sur Fontaine-Chaalis. Le golf de Morfontaine et les pistes d'essais du C.E.R.A.M. correspondent à la commune de Mortefontaine, et ce sont le parc Astérix et le hameau de Neufmoulin qui sont situés sur la commune de Plailly, au sud-est.
|          |                  | Mont-l'Évêque    |
| Pontarmé | Thiers-sur-Thève | Fontaine-Chaalis |
|          | Plailly          | Mortefontaine    |

### Hydrographie

#### Réseau hydrographique
La commune est située dans le bassin Seine-Normandie. Elle est drainée par la Thève, le Fossé la Coque et divers bras de la Theve,,.
La Thève, d'une longueur de 34 km, prend sa source dans la commune de Dammartin-en-Goële et se jette  dans l'Oise à Boran-sur-Oise, après avoir traversé 13 communes. 

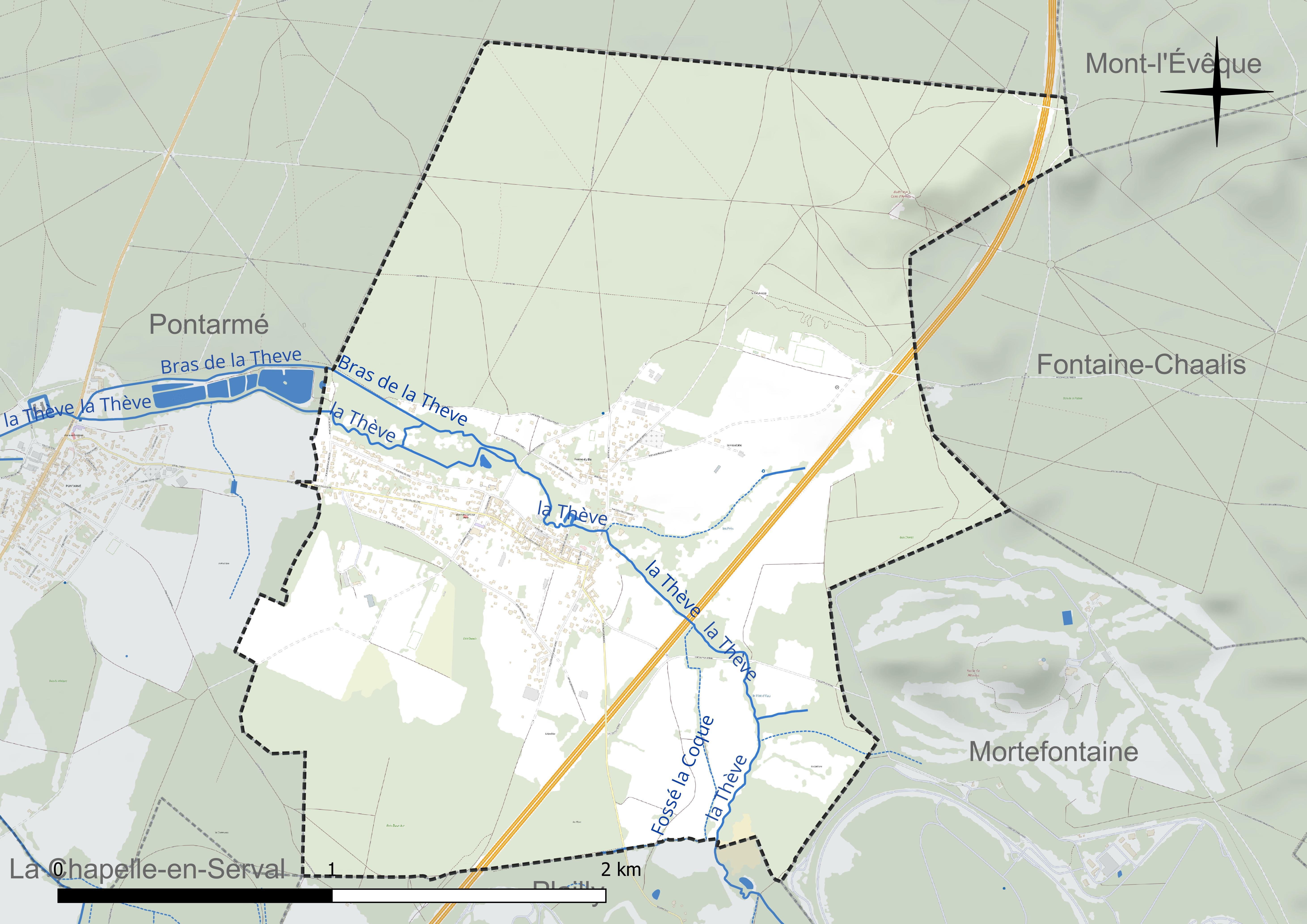
Réseau hydrographique de Thiers-sur-Thève.

#### Gestion et qualité des eaux
Le territoire communal est couvert par le schéma d'aménagement et de gestion des eaux (SAGE) « Sensée ». Ce document de planification concerne un territoire de 413 km2 de superficie, délimité par le bassin versant de la Nonette et de ses deux principaux affluents, la Launette et l'Aunette. Le périmètre a été arrêté le 3 avril 1998 et le SAGE proprement dit a été approuvé le 28 juin 2006, puis révisé le 15 décembre 2015. La structure porteuse de l'élaboration et de la mise en œuvre est le syndicat Interdépartemental du SAGE de la Nonette. 
La qualité des cours d'eau peut être consultée sur un site dédié géré par les agences de l'eau et l'Agence française pour la biodiversité. 

### Climat
Pour des articles plus généraux, voir Climat des Hauts-de-France et Climat de l'Oise.
En 2010, le climat de la commune est de type climat océanique dégradé des plaines du Centre et du Nord, selon une étude du CNRS s'appuyant sur une série de données couvrant la période 1971-2000. En 2020, Météo-France publie une typologie des climats de la France métropolitaine dans laquelle la commune est dans une zone de transition entre le climat océanique et le climat océanique altéré et est dans une zone de transition entre les régions climatiques « Sud-ouest du bassin Parisien » et « Nord-est du bassin Parisien ». 
Pour la période 1971-2000, la température annuelle moyenne est de 11,1 °C, avec une amplitude thermique annuelle de 15 °C. Le cumul annuel moyen de précipitations est de 680 mm, avec 10,5 jours de précipitations en janvier et 8 jours en juillet. Pour la période 1991-2020, la température moyenne annuelle observée sur la station météorologique la plus proche, située sur la commune de Creil à 13 km à vol d'oiseau, est de 11,2 °C et le cumul annuel moyen de précipitations est de 662,2 mm,. Pour l'avenir, les paramètres climatiques de la commune estimés pour 2050 selon différents scénarios d'émission de gaz à effet de serre sont consultables sur un site dédié publié par Météo-France en novembre 2022.

### Milieux naturels
Comme son nom l'indique, Thiers est située sur la Thève, petit affluent de l'Oise qui coule à travers la forêt de Chantilly. Cette forêt et plus précisément sa partie appelée forêt de Pontarmé, occupe 195 ha soit 31 % du territoire communal. S'y ajoutent le Bois Bourdon et plusieurs petits bois privés disséminés sur le territoire, conférant à Thiers le caractère d'un village-clairière. Le relief est pratiquement plat, exception faite de la butte aux Gens d'Armes au nord-est, point culminant de la commune à 103 m d'altitude. C'est une butte-témoin sablonneux avec une végétation de pins et bruyères, proche de la forêt d'Ermenonville. Le point le plus bas est localisé à l'endroit où la Thève quitte la commune, près des étangs de Saint-André, à 54 m au-dessus du niveau de la mer. Le village lui-même est situé à une altitude inférieure à 54 m.

### Environnement

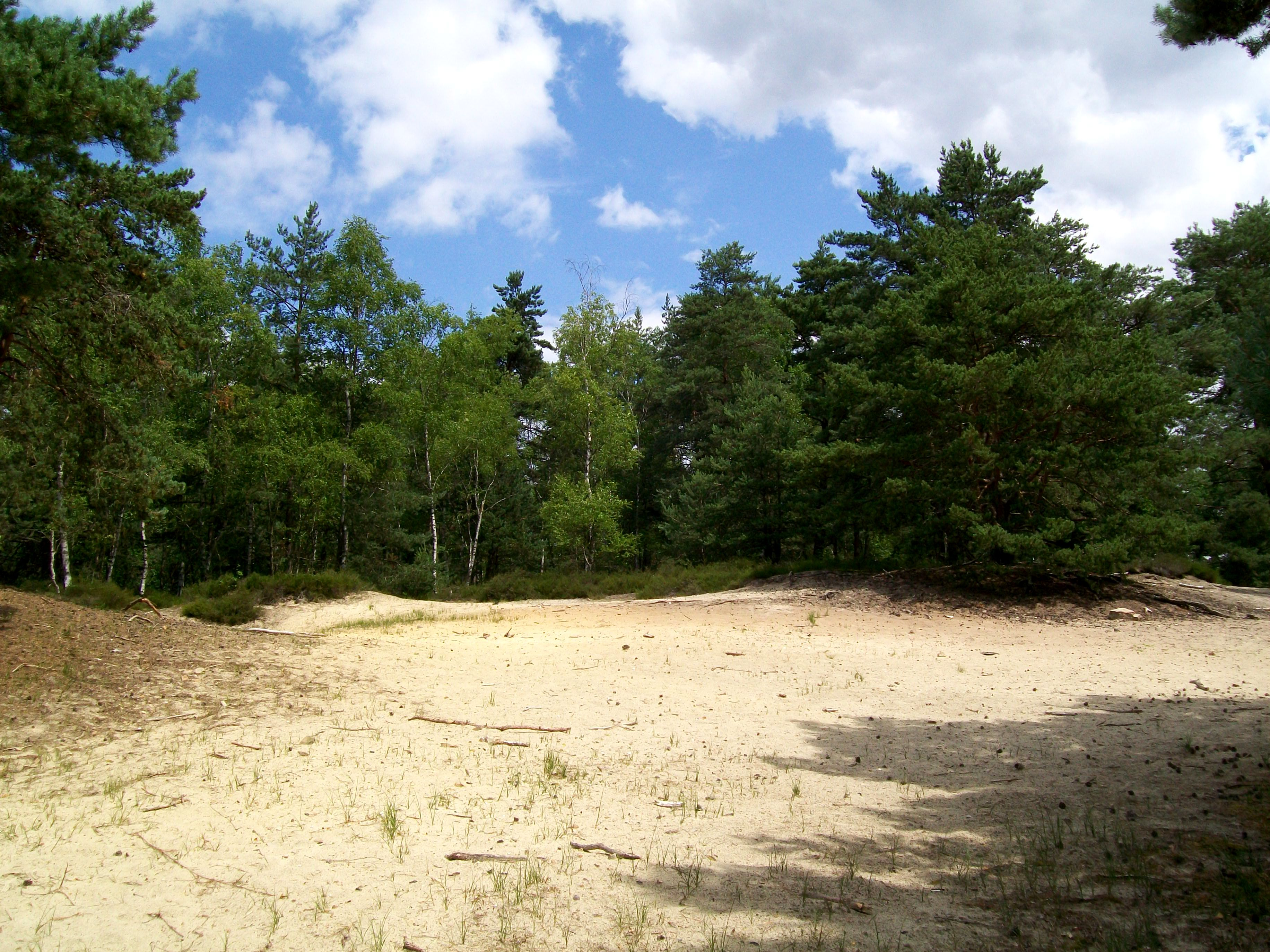
Le « Trou de Sable » entre le GR 1 et le stade.

Le patrimoine naturel et paysager de Thiers-sur-Thève est protégé par deux ZNIEFF du type 1. La ZNIEFF n° national 220014323 « Massif forestier de Chantilly / Ermenonville » concerne sur Thiers l'ensemble des parcelles de la forêt de Chantilly, appelée ici forêt de Pontarmé, et les petits bois privés à la lisière de cette forêt. La ZNIEFF n° national 220014325 « Bois de Morrière » porte essentiellement sur un bois de ce nom situé sur la commune de Plailly, mais englobe également le Bois Bourdon au sud de Thiers, les près humides à l'est du village, et l'ensemble du secteur au-delà de l'autoroute, avec notamment la lisière des bois autour de la butte du Maulois. L'ensemble du territoire communal fait partie du site classé « Forêts d'Ermenonville, de Pontarmé, de Haute-Pommeraie, butte et clairière de Saint-Christophe », créé par arrêté du 28 août 1998 sur la base de la loi du 2 mai 1930 relative à la protection des monuments naturels et des sites de caractère artistique, historique, scientifique, légendaire ou pittoresque. Antérieurement, l'ensemble de la commune avait déjà été retenu pour le site inscrit de la vallée de la Nonette, créé par arrêté du 6 février 1970. Ce site inscrit a préfiguré le Parc naturel régional Oise-Pays de France pour sa partie située dans l'Oise, créé par décret du 13 janvier 2004 et incorporant l'ensemble de la commune de Thiers. - Concernant la randonnée pédestre et équestre, la commune est traversée d'est en ouest par le GR 1, passant par la forêt et parfois en lisière de forêt, en provenance d'Ermenonville, et en direction des étangs de Commelles et de la gare d'Orry-la-Ville - Coye. Par la forêt, l'on peut rejoindre Senlis, Mont-l'Évêque ou l'abbaye de Chaalis. Des chemins ruraux permettent de rejoindre La Chapelle-en-Serval, mais en raison de la présence du parc Astérix, du circuit d'essais et du golf de Morfontaine, tout le secteur au sud-est du village est parfaitement inaccessible.

## Urbanisme

### Typologie
Au 1er janvier 2024, Thiers-sur-Thève est catégorisée bourg rural, selon la nouvelle grille communale de densité à sept niveaux définie par l'Insee en 2022.
Elle est située hors unité urbaine. Par ailleurs la commune fait partie de l'aire d'attraction de Paris, dont elle est une commune de la couronne,. 

### Occupation des sols
L'occupation des sols de la commune, telle qu'elle ressort de la base de données européenne d'occupation biophysique des sols Corine Land Cover (CLC), est marquée par l'importance des forêts et milieux semi-naturels (60,7 % en 2018), une proportion identique à celle de 1990 (60,7 %). La répartition détaillée en 2018 est la suivante : 
forêts (57,2 %), prairies (23,4 %), zones urbanisées (10 %), terres arables (5,9 %), milieux à végétation arbustive et/ou herbacée (3,5 %). L'évolution de l'occupation des sols de la commune et de ses infrastructures peut être observée sur les différentes représentations cartographiques du territoire : la carte de Cassini (XVIIIe siècle), la carte d'état-major (1820-1866) et les cartes ou photos aériennes de l'IGN pour la période actuelle (1950 à aujourd'hui).

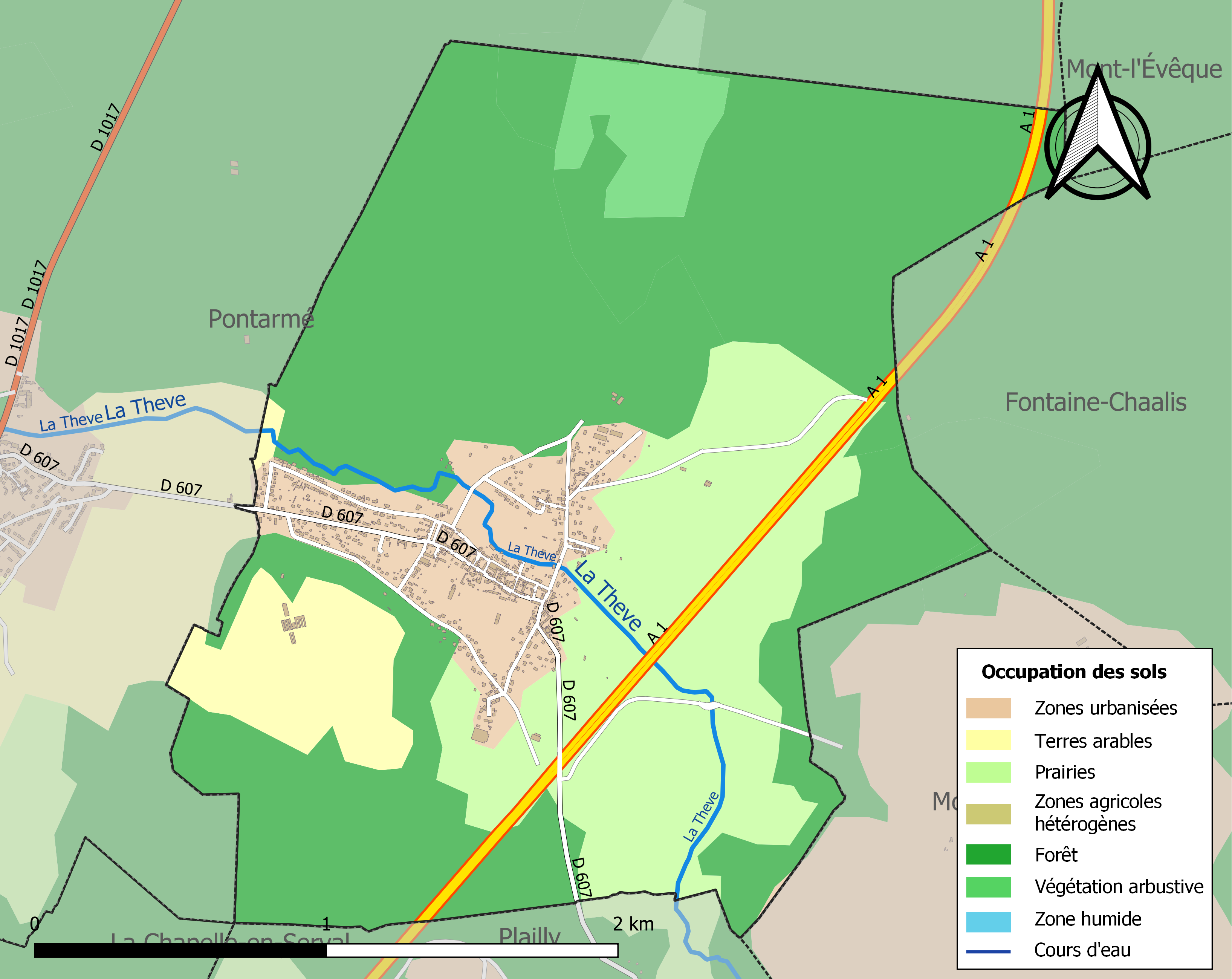
Carte des infrastructures et de l'occupation des sols de la commune en 2018 (CLC).

### Voies de communication et transports
La commune est desservie, en 2023, par les lignes 643, 6213 et 6222 du réseau interurbain de l'Oise.

## Toponymie
Thiers-sur-Thève ne doit pas être confondu avec la ville de Thiers dans le Puy-de-Dôme (capitale mondiale de la coutellerie).

Elles ont la même homographie et la même homophonie.
Le nom de la localité est attesté sous les formes apud Tertiam terram (vers 1040) ; Tertia (1163) ; Tertium (1200) ; villam quoe appellatur Tiert (1222) ; Tierz (1243) ; juxta campos de Tercio (1264) ; Tiers (1278) ; apud thierz (1278) ; Tiversa (1279) ; Tercium (1280) ; Tyers (1283) ; Thiers (1283) ; apud Tyers (1323) ; apud Tertium (1343) ; la chauciee de Thiers (1343) ; le chastel de Thiers (1357) ; Tiers (1358) ; Thertium (1470) ; de Thertio (1473) ; Tertio (XVIe) ; chastel et seigneurie de Tiers (XVIe) ; Thiers-sur-Thève (1948).

apud Tertiam terram vers 1040, « Au troisième pays », c'est-à-dire au troisième village sur la route très ancienne et d'origine celtique qui joignait Lutèce à la capitale du peuple voisin des Silvanectes, Senlis, (Augustomagus), alors que les deux peuples des Parisiens et des Silvanectes étaient séparés par une bande forestière.
La Thève est une rivière française coulant dans les départements de Seine-et-Marne, de l'Oise et du Val-d'Oise, dans les deux régions Hauts-de-France et Île-de-France, et affluent de la rive gauche de l'Oise.

## Politique et administration

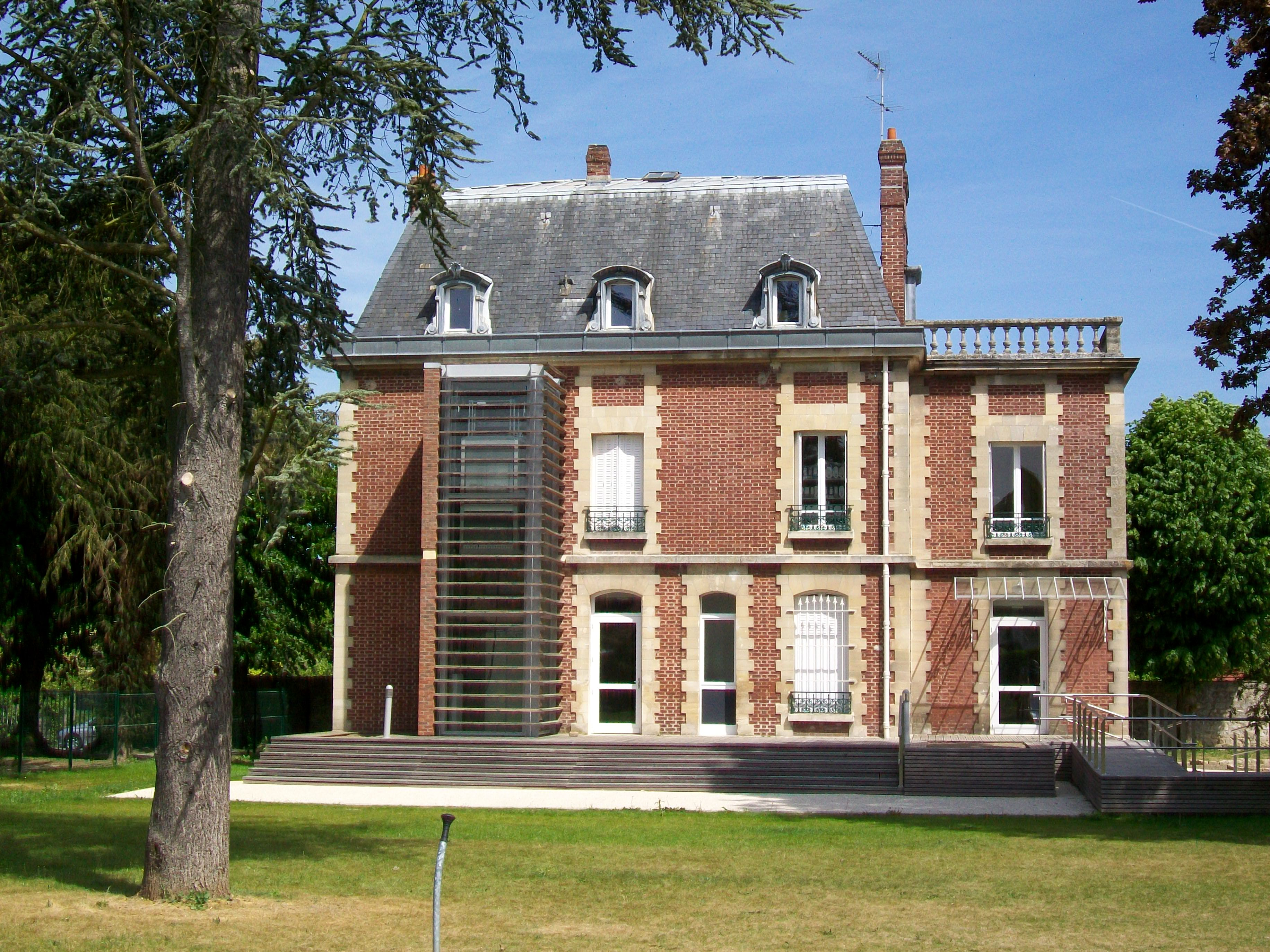
La « villa Erika » de 1904 est devenue la nouvelle mairie en 2011.

### Rattachements administratifs et électoraux
La commune se trouve dans l'arrondissement de Senlis du département du Oise. Pour l'élection des députés, elle fait partie de la quatrième circonscription de l'Oise.
Elle fait partie depuis 1801 du canton de Senlis. Dans le cadre du redécoupage cantonal de 2014 en France, Thiers-sur-Thève reste intégré à ce canton, dont le nombre de communes est réduit de 17 à 14 communes.

### Intercommunalité
Jusqu'au début de l'année 2009, la commune appartenait à la communauté de communes du Pays de Senlis qui regroupait 19 collectivités.
À la suite de désaccords profonds entre élus des communes membres, le préfet a décidé de dissoudre l'intercommunalité le 30 avril 2009.
Il autorise la création : 

- de la Communauté de communes des Trois Forêts (CC3F) avec les 5 communes de Senlis, Aumont-en-Halatte, Courteuil, Chamant et Fleurines ;

- de la communauté de communes Cœur Sud Oise (CCCSO), regroupant treize communes et dont le siège était à Ognon, l'une des plus petites de l'intercommunalité.
Dans le cadre des dispositions de la loi portant nouvelle organisation territoriale de la République (Loi NOTRe) du 7 août 2015, qui prévoit que les établissements publics de coopération intercommunale (EPCI) à fiscalité propre doivent avoir un minimum de 15 000 habitants,, le schéma départemental de coopération intercommunale approuvé par le préfet de l'Oise le 24 mars 2016 prévoit notamment la fusion de la communauté de communes des Trois Forêts et de la communauté de communes Cœur Sud Oise.
Après consultation des conseils municipaux et communautaires concernés, la nouvelle intercommunalité, recréant de fait l'ancienne communauté de communes du Pays de Senlis (sans Orry-la-Ville), dont la scission en 2010 avait créée ces deux intercommunalités, est constituée au 1er janvier 2017 par un arrêté préfectoral du 14 novembre 2016  sous le nom de communauté de communes Senlis Sud Oise, dont la commune est désormais membre.

### Liste des maires
| Période                                  | Période   | Identité      | Étiquette | Qualité                        |
| ---------------------------------------- | --------- | ------------- | --------- | ------------------------------ |
| Les données manquantes sont à compléter. |           |               |           |                                |
| 2001                                     | mars 2008 | Jacky Boyelle |           |                                |
| mars 2008                                | Juin 2020 | Didier Jeudon |           | Réélu pour le mandat 2014-2020 |

## Population et société

### Démographie

#### Évolution démographique
L'évolution du nombre d'habitants est connue à travers les recensements de la population effectués dans la commune depuis 1793. Pour les communes de moins de 10 000 habitants, une enquête de recensement portant sur toute la population est réalisée tous les cinq ans, les populations de référence des années intermédiaires étant quant à elles estimées par interpolation ou extrapolation. Pour la commune, le premier recensement exhaustif entrant dans le cadre du nouveau dispositif a été réalisé en 2008.

En 2022, la commune comptait 1 086 habitants, en évolution de +3,53 % par rapport à 2016 (Oise : +0,87 %, France hors Mayotte : +2,11 %).
| 1793 | 1800 | 1806 | 1821 | 1831 | 1836 | 1841 | 1846 | 1851 |
| ---- | ---- | ---- | ---- | ---- | ---- | ---- | ---- | ---- |
| 222  | 208  | 238  | 242  | 271  | 284  | 281  | 282  | 281  |

| 1856 | 1861 | 1866 | 1872 | 1876 | 1881 | 1886 | 1891 | 1896 |
| ---- | ---- | ---- | ---- | ---- | ---- | ---- | ---- | ---- |
| 274  | 291  | 281  | 292  | 272  | 284  | 254  | 248  | 270  |

| 1901 | 1906 | 1911 | 1921 | 1926 | 1931 | 1936 | 1946 | 1954 |
| ---- | ---- | ---- | ---- | ---- | ---- | ---- | ---- | ---- |
| 276  | 287  | 284  | 277  | 254  | 292  | 301  | 340  | 384  |

| 1962 | 1968 | 1975 | 1982 | 1990 | 1999 | 2006  | 2008  | 2013  |
| ---- | ---- | ---- | ---- | ---- | ---- | ----- | ----- | ----- |
| 450  | 522  | 568  | 679  | 824  | 979  | 1 072 | 1 098 | 1 072 |

| 2018  | 2022  | - | - | - | - | - | - | - |
| ----- | ----- | - | - | - | - | - | - | - |
| 1 070 | 1 086 | - | - | - | - | - | - | - |

#### Pyramide des âges
La population de la commune est relativement jeune.
En 2018, le taux de personnes d'un âge inférieur à 30 ans s'élève à 33,0 %, soit en dessous de la moyenne départementale (37,3 %). À l'inverse, le taux de personnes d'âge supérieur à 60 ans est de 22,5 % la même année, alors qu'il est de 22,8 % au niveau départemental.
En 2018, la commune comptait 525 hommes pour 545 femmes, soit un taux de 50,93 % de femmes, légèrement inférieur au taux départemental (51,11 %).
Les pyramides des âges de la commune et du département s'établissent comme suit.
| Hommes | Classe d’âge | Femmes |
| ------ | ------------ | ------ |
| 0,2    | 90 ou +      | 1,5    |
| 4,0    | 75-89 ans    | 6,1    |
| 16,8   | 60-74 ans    | 16,5   |
| 26,1   | 45-59 ans    | 22,9   |
| 20,0   | 30-44 ans    | 20,0   |
| 15,4   | 15-29 ans    | 14,5   |
| 17,5   | 0-14 ans     | 18,5   |

| Hommes | Classe d’âge | Femmes |
| ------ | ------------ | ------ |
| 0,5    | 90 ou +      | 1,4    |
| 5,5    | 75-89 ans    | 7,6    |
| 15,6   | 60-74 ans    | 16,3   |
| 20,8   | 45-59 ans    | 20     |
| 19,4   | 30-44 ans    | 19,4   |
| 17,6   | 15-29 ans    | 16,2   |
| 20,6   | 0-14 ans     | 19,1   |

## Culture locale et patrimoine

### Lieux et monuments

#### Monument historique

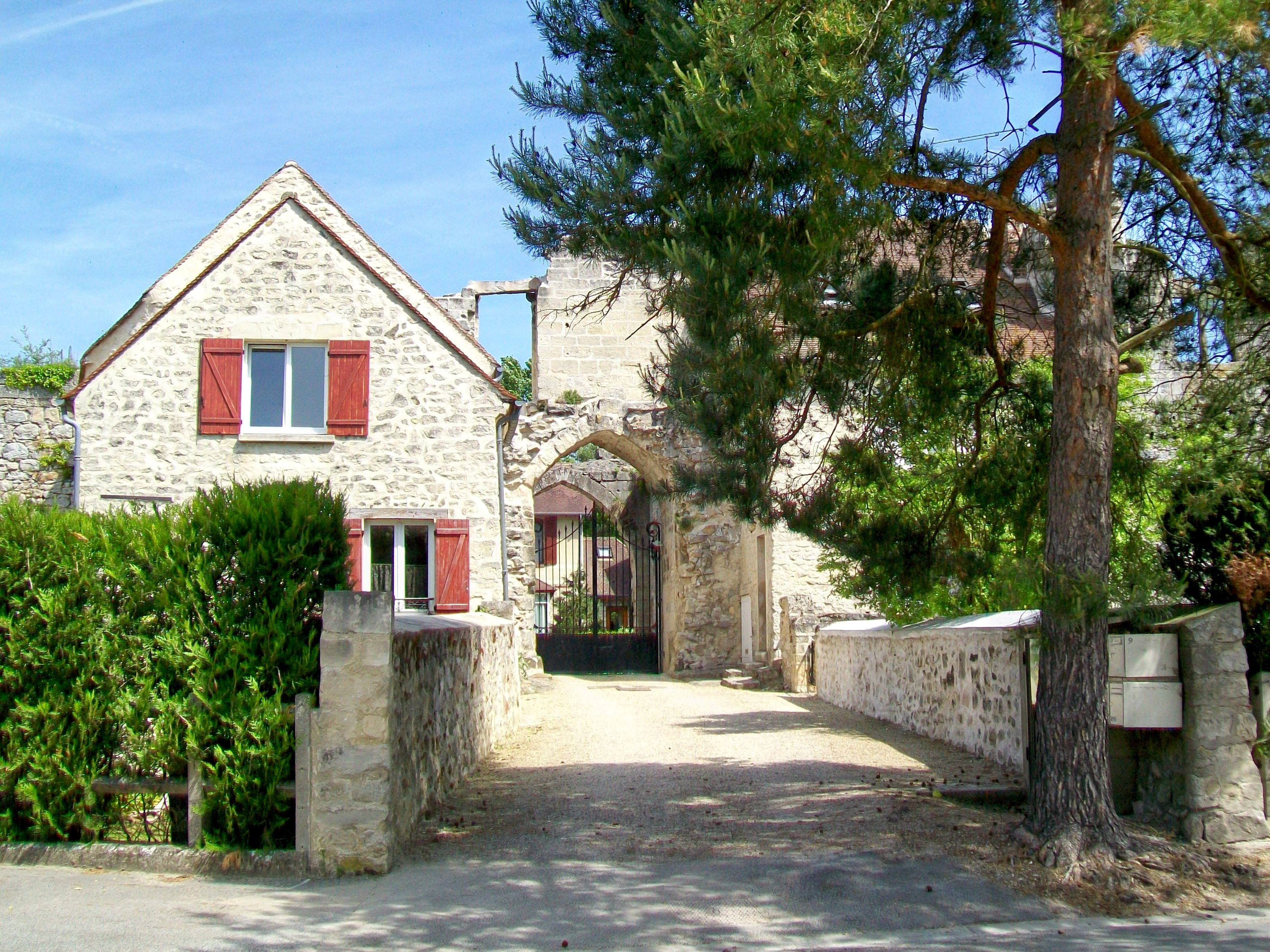
Entrée du château.

Thiers-sur-Thève ne compte qu'un seul monument historique sur son territoire.
- Ruines du château, place du Château (classées monument historique par la liste de 1862[39]) : le château de Thiers a été construit vers 1250-1260 par Thibault de Beaumont et son épouse Jeanne, de la famille des Bouteiller de Senlis. Après la mort de Thibault, ses héritiers vendirent le château à Renault de Nanteuil-le-Haudouin, évêque de Beauvais, en août 1276. De septembre 1310 à octobre 1311, onze templiers y furent détenus en attendant leur procès. Sinon, le château servait de résidence de campagne aux évêques de Beauvais, jusqu'à être partiellement ruiné lors de la Grande Jacquerie en 1358. Une commission chargée d'évaluer les dégâts subis par les différentes possessions du diocèse recommanda sa remise en état, mais deux ans plus tard, l'on décida finalement d'y renoncer. La seigneurie de Thiers demeura toutefois la propriété des évêques de Beauvais pendant deux siècles encore. Pendant ce temps, le démantèlement du château fut ordonné en 1431, avec évidemment des tours et rabaissement des murailles à une hauteur de 3 m. Le 24 janvier 1624, Estienne Chantrelle, garde forestier, obtint la concession du château liée à l'obligation de faire construire une maison avec les pierres se trouvant dans la cour, mais avec interdiction de démolir les ruines. - Le château de Thiers est une petite forteresse de la forme d'un carré régulier de 56,80 m de cote, avec quatre tours rondes aux angles et trois autres tours identiques au milieu des murailles est, nord et ouest, mesurant 9,40 m de diamètre. Le logis et les dépendances s'alignent le long de la muraille sud, avec, en son centre, le portail flanqué de deux autres tours, qui ont été intégrées dans des maisons construites après la destruction du château. À droite de l'entrée, le rez-de-chaussée servait de magasin, et l'étage abritait une vaste salle d'apparat. La chapelle se situait dans la tour sud-est, et deux arcades ainsi que des chapiteaux en restent toujours visibles. Le pignon ouest a été démoli en 1870, pendant la guerre franco-prussienne[40],[41]. L'intérieur du château est aujourd'hui partagé entre plusieurs propriétés privées et ne se visite pas.

#### Autres éléments du patrimoine
- Église Saint-Martin, rue Aveline : C'est une petite église sans caractère particulier, qui est le fruit de plusieurs reconstructions au cours des siècles. La nef unique de trois travées et le chœur à l'abside à pans coupés forment des parties distinctes. Elles ne sont pas voûtées, mais recouvertes seulement de fausses voûtes en berceau de bois et plâtre, et dépourvues d'ornementation. En 1473, l'église de Thiers était en ruines à la suite de la guerre de Cent Ans et des incursions de bandes armées, et comme les moyens manquaient aux villageois pour la rebâtir, l'évêque les autorisa d'organiser une quête dans tout le diocèse. D'autres reconstructions eurent lieu en 1641, portant sur le chevet avec ses trois fenêtres au remplage de type toujours Renaissance, et en 1782 / 1783. L'actuel clocher devant la façade occidentale a été édifié en 1848 à la suite de la destruction du précédent dans un grave incendie, qui avait également affecté plusieurs maisons du village. La disposition rapprochée des contreforts et un arc-doubleau subsistant à l'intérieur font penser que le clocher initial se situait à l'intersection entre nef et chœur. Comme particularité, Thiers et Pontarmé ont toujours formé une paroisse unique avec deux églises et deux conseils de fabrique, mais un seul presbytère localisé à Pontarmé et un seul curé[42],[43]. En 1820, la commune de Thiers refusa de participer à l'entretien du presbytère, qu'elle avait toujours assuré à concurrence de 40 %, et en abandonna tout droit de propriété[44].
- Abreuvoir sur la Thève, rue de l'Abreuvoir : Ce n'est qu'un simple terre-plein séparé de la Thève par un muret en hémicycle, afin de préserver ce lieu où des habitants emmenaient boire leur bétail.
- Lavoir communal, près du pont sur la Thève, rue de Senlis : Depuis la rue, il paraît comme un petit bâtiment rectangulaire très simple. L'unique ouverture est une porte grillagée, permettant d'apercevoir le bassin à l'intérieur. Des toits en appentis protègent l'espace autour du lavoir des intempéries de trois côtés.
- Fontaine Sainte-Geneviève, rue de la Fontaine-du-Gué[45]: Au pied d'un banc en pierre, sous un tilleul, une source donne naissance à un ruisseau. Ce fut jadis la fontaine Sainte-Geneviève, où un escalier à droite du banc permettait de descendre. Il est aujourd'hui envahi par la végétation, tout comme la source. Rien ne rappelle ici un gué (abreuvoir).
- Trois calvaires, près du chevet de l'église, rue de Mortefontaine et chemin de la Croix-Rouge : La croix à côté de l'église est en fer forgé et extrêmement simple. Le calvaire de la rue de Mortefontaine, au carrefour avec la rue du Bourdon-Saint-Denis, date de 1883. Sa petite croix en fer forgé finement ciselé est plantée au sommet d'une colonne à chapiteau sculpté de feuilles d'acanthe, qui repose sur un gros pupitre cubique. La Croix Rouge tient son nom de la couleur dans laquelle cette grande croix en fonte est peinte. Elle repose directement sur un pupitre.
- Butte aux Gens-d'Armes, à 1,5 km au nord-est du village, en forêt de Pontarmé, près de l'autoroute : Culminant à (103 m) seulement, cette butte-témoin représente pourtant le point le plus élevé de ce secteur de la forêt de Chantilly. Évoquant une dune, c'est un des sites naturels remarquables de la cette forêt, caractérisé également par sa végétation de pins sylvestres et de bruyères. Elle rappelle la forêt d'Ermenonville proche, et constitue en même temps le principal site de landes en forêt de Chantilly[46].

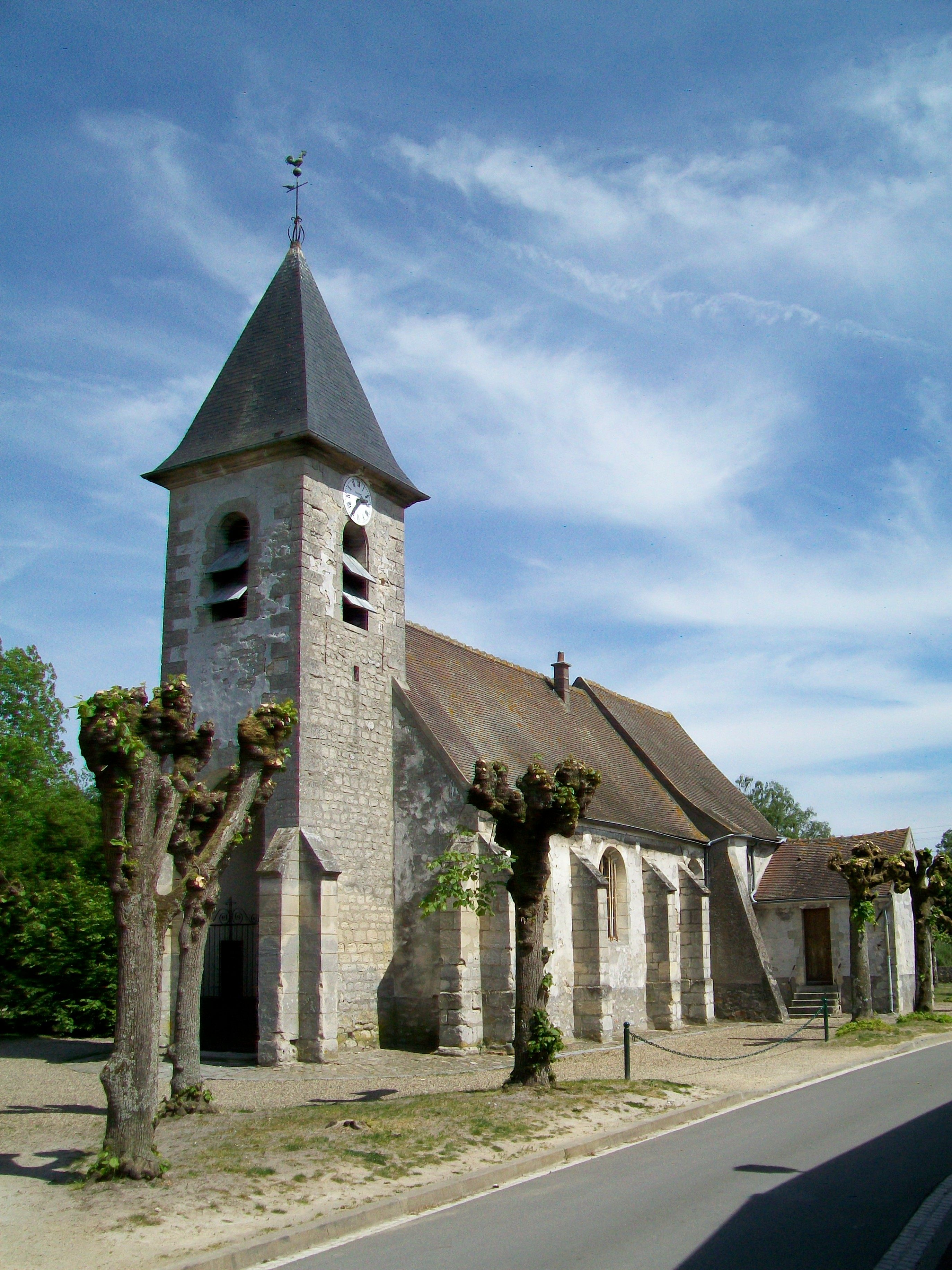
Église Saint-Martin.
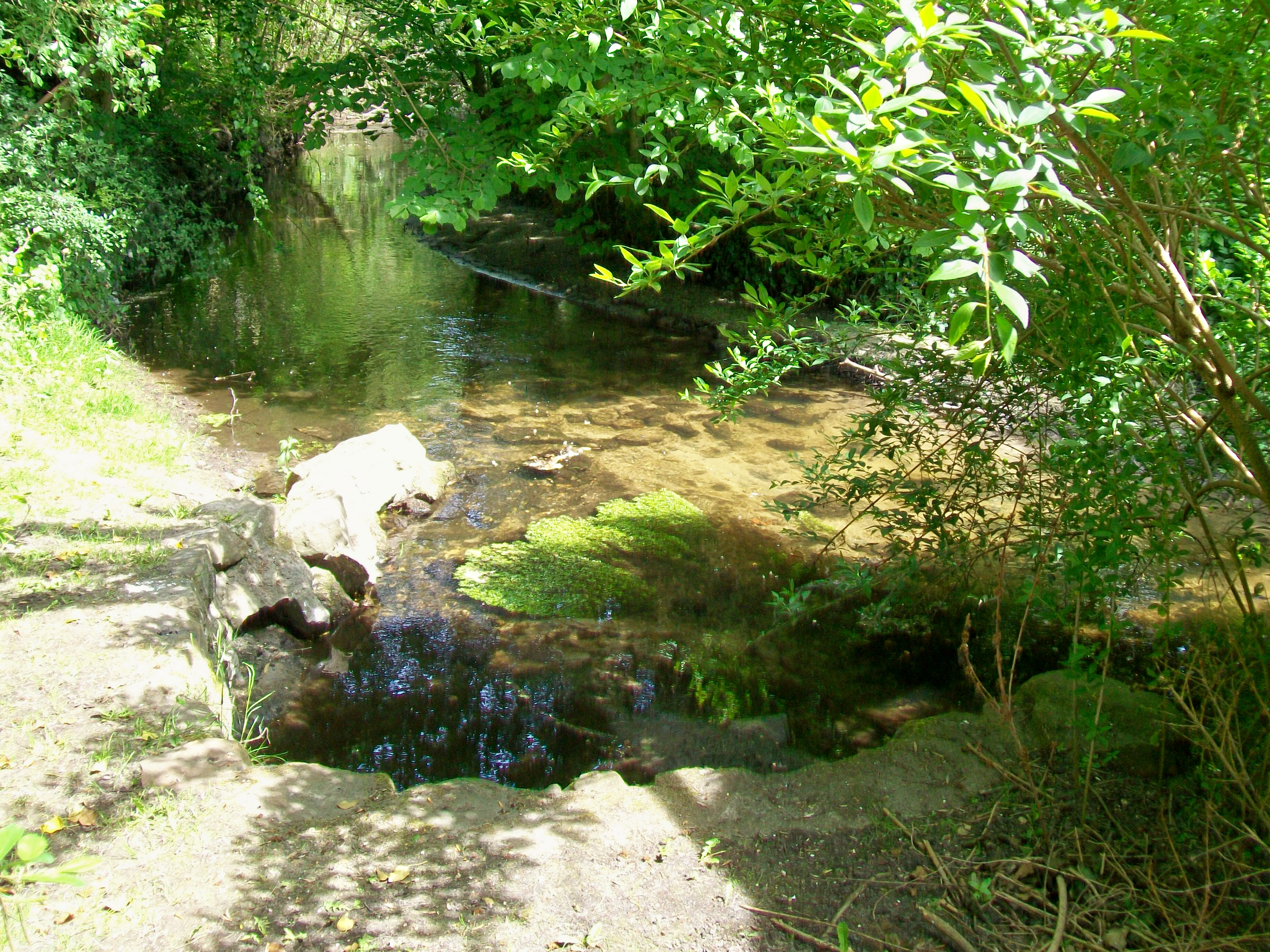
Abreuvoir sur la Thève.
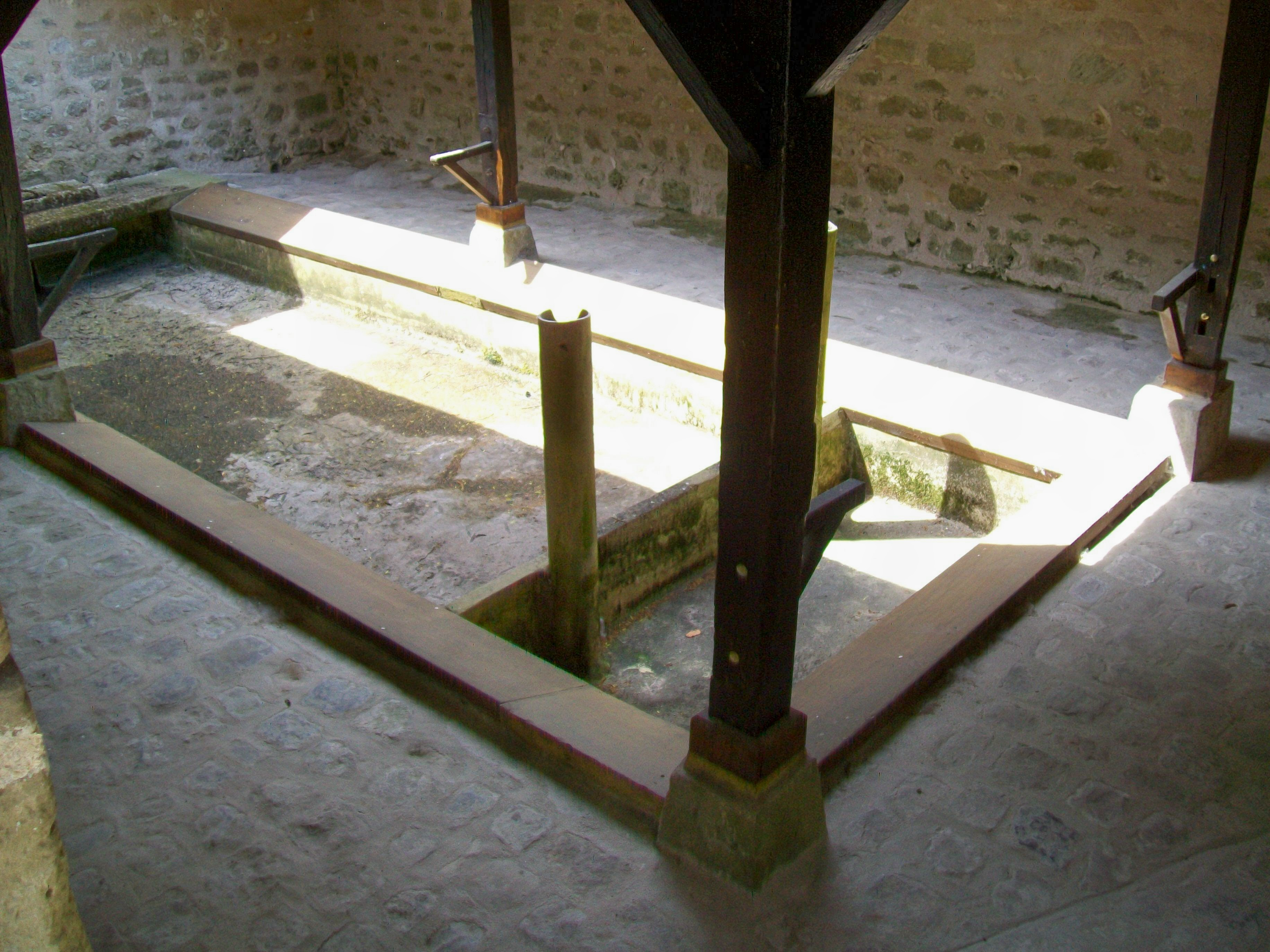
Lavoir communal.
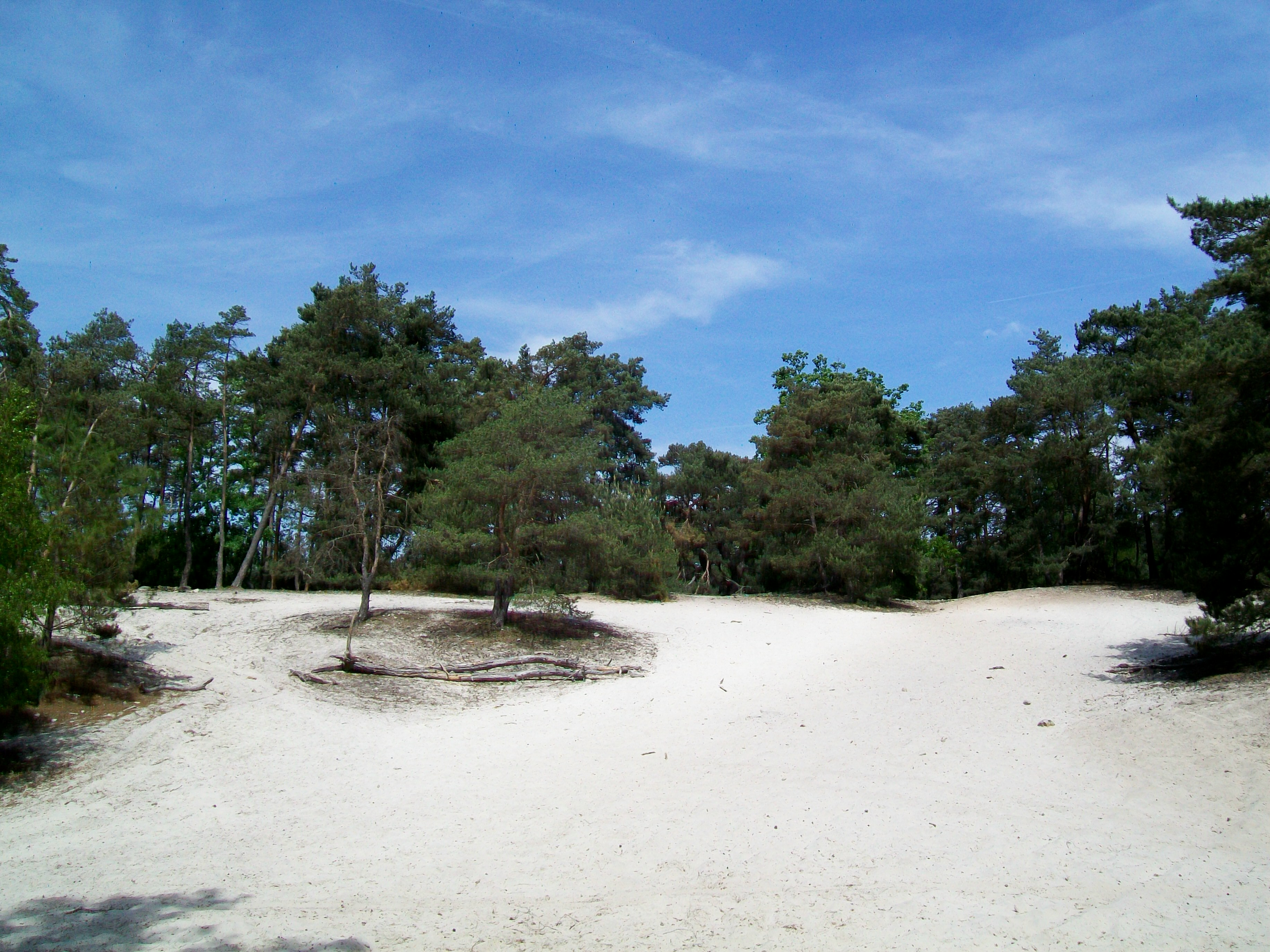
Butte aux Gens d'Armes.
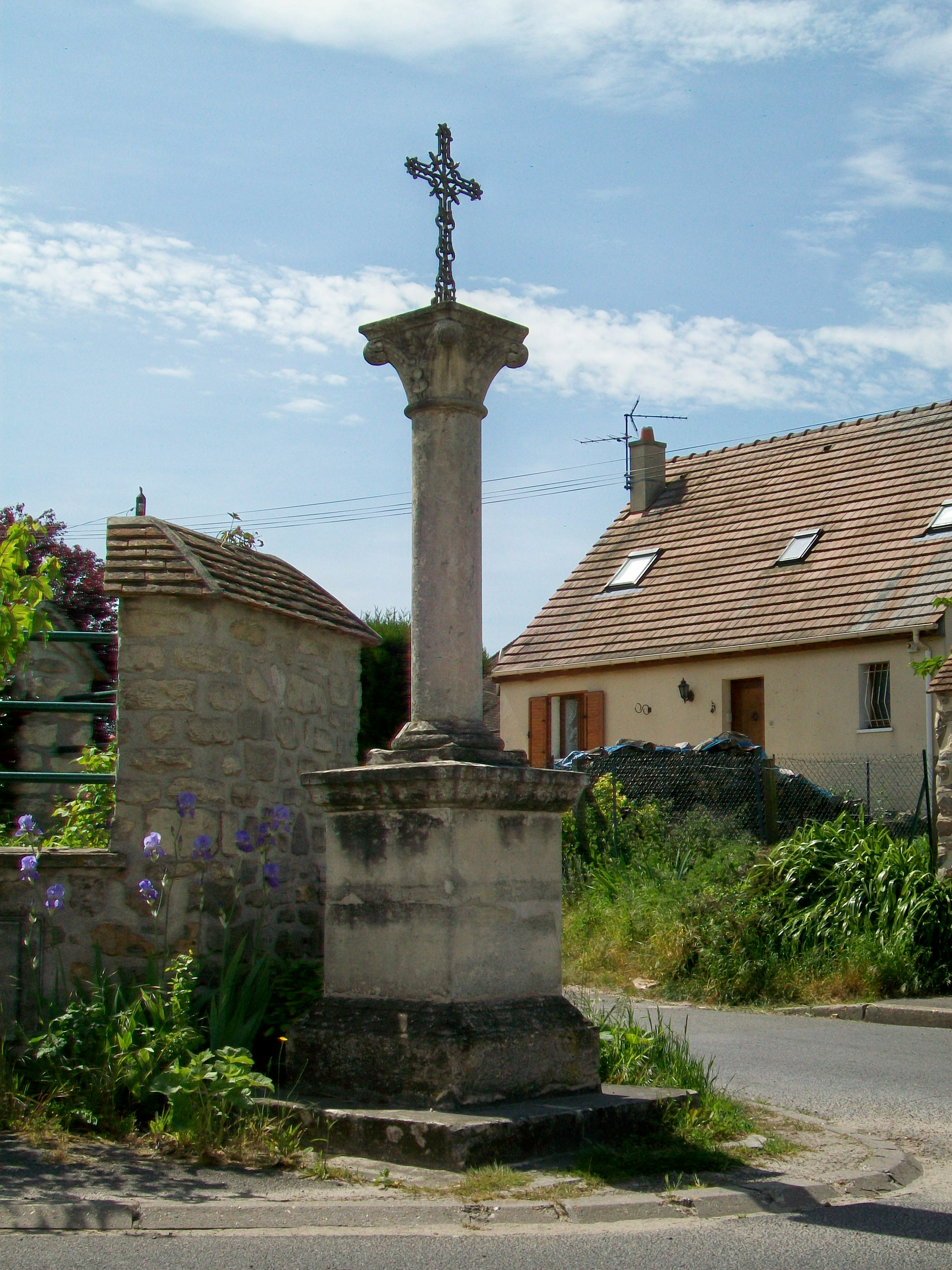
Calvaire rue de Mortefontaine.

### Personnalités liées à la commune
- Roger Gicquel, journaliste et présentateur du journal télévisé de TF1, y est né le 22 février 1933.

### Héraldique
| Armes de Thiers-sur-Thève | Les armes de Thiers-sur-Thève se blasonnent ainsi : Tiercé en pairle : au 1er de gueules au château donjonné ruiné d'argent maçonné de sable, ouvert et ajouré du champ, au 2d d'or à l'arbre de sinople posé sur une champagne ondée d'azur chargé de trois burelles ondées d'argent, au 3e d'argent à la cognée de sable semestrée d'une scie passe-partout du même posée en pal. |